# Кухня Монтаны
Кухня Монтаны — кухня штата Монтана. Является частью кухни Скалистых гор. В кухне Монтаны преобладают блюда из местных ингредиентов, таких как мясо, дичь, рыба и продукты горного земледелия. Отличительные блюда: мясо бизонов, «устрицы Скалистых гор» (в Монтане приготовленные «бычьи яйца» называют «говяжьи отбивные из Монтаны»), пироги с черникой и мороженым. В стиле Монтаны подавать в ресторанах и кафе большие порции.

## Ингредиенты
- Различные виды мяса (говядина, оленина, карибу)[4]
- Дичь (лось, медведь, птица)[4]
- Продукты горного земледелия (горные овощи и грибы). Монтана славится пирогами с дикой горной черникой, к которым подают мороженое[3][5][4]
- Продукты рыбного промысла (рыба и морепродукты из озёр и рек Монтаны). Популярна жареная форель, посыпанная жареным миндалем[3]
- Чечевица[4]

## Методы приготовления
Блюда часто готовятся на гриле, в барбекю, тушатся, жарятся на вертеле, что отражает местные традиции и климатические условия.

## Популярные блюда
Популярные блюда: стейки, поленда, блюда из баранины и говядины, приготовленные разными способами (жарка, тушение, гриль), а также блюда из дичи (оленины, карибу), рыбы и морепродуктов.
Кухня штата Монтана также включает в себя традиционные американские блюда, такие как: бургеры (буффало бургер с мясом бизона), хот-доги, пироги, но с акцентом на использование местных ингредиентов.

## Кулинарное наследие
Кухня Монтаны имеет богатую историю, отражающую как кулинарные традиции коренных жителей региона, так и влияние европейских иммигрантов из Германии, Австрии и Швейцарии.
Символ наследия коренных американцев Монтаны (индейцев) — жареный хлеб.
Пирожки — наследие шахтёров Корнуолла, которые привезли их в Монтану конце 1800-х годов. Особенно популярны в Бьютте, где многие пекарни и закусочные до сих пор подают их прямо из печи.
Католические бургеры продаются с 1947 года в индейской резервации Форт-Пек, как сбор средств для католического прихода (только во вторые выходные июля).

## Пиво
Монтана известна своей ремесленной пивной культурой, с множеством пивоварен, производящих местные сорта пива.

## Фестивали
- С 2005 в Клинтоне[англ.] (Монтана) проводится так называемый Фестиваль яичек[англ.] с поеданием блюд из семенников[6][7]. Бычьи яички обычно подают в качестве закуски в панировке и обжаренными во фритюре.
- Фестиваль вишни Flathead[3]. Вишня Флатхед названа в честь региона, в котором она выращивается вокруг озера Флатхед на северо-западе Монтаны[4]. Славится сорт вишни в виде сердца (Ламберт)[4]. Местные пекарни и фермерские рынки кладут вишню в качестве начинки в пироги, булочки, джемы; есть эль Флатхед; мясной рулет из мяса яка поливают вишнёвым соусом[4]
- Фестиваль Chokecherry в Льюистауне. Черемуху собирают в сентябре. Из неё изготавливают джем, сироп, пироги, вино, ликёр «Montana Wild Chokecherry»[4].